# Eliot Porter

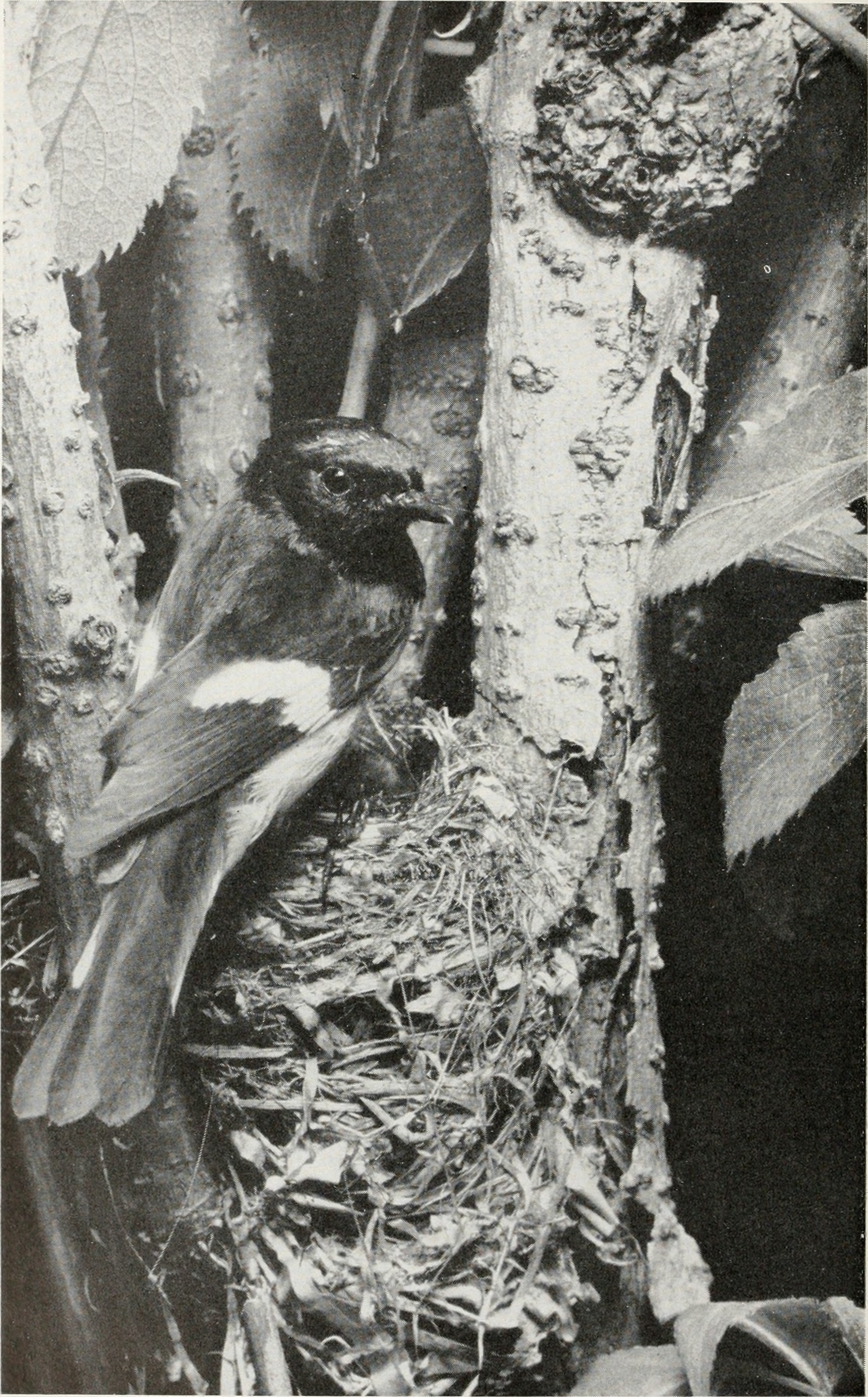
Sameček rehka jihoamerického (?), Maine, červen 1945, U.S. National Museum Bulletin 203, str. 82

Eliot Furness Porter (6. prosince 1901 Winnetka – 2. listopadu 1990 Santa Fe) byl americký fotograf nejznámější svými intimními barevnými fotografiemi přírody.

## Mládí
Porter připisoval svému otci Jamesu Porterovi zásluhu za to, že v něm vštěpoval lásku k přírodě a závazek vědecké přísnosti. Eliot Porter, amatérský fotograf od dětství, brzy našel inspiraci pro fotografování ptáků na ostrově Maine's Great Spruce Head Island, který vlastnila jeho rodina. Porter získal tituly v oboru chemického inženýrství (A.B. 1924, Harvard College) a medicíně (M.D. 1929, Harvard University) a pracoval jako biochemický vědec na Harvardu. Jedním z pěti sourozenců Eliota Portera byl malíř a umělecký kritik Fairfield Porter.

## Kariéra
Fairfield Porter představil svého staršího bratra fotografovi a galeristovi Alfredu Stieglitzovi asi v roce 1930. Stieglitz poté, co viděl Porterovu práci, povzbudil Portera, aby dál poctivě pracoval. Konečně v roce 1938, Stieglitz představil Porterovu práci, pořízenou s fotografickou kamerou Linhof, ve své galerii v New Yorku An American Place. Úspěch výstavy vedl Portera k fotografování na plný úvazek.
Porter se začal zajímat o barevnou fotografii poté, co vydavatel odmítl návrh knihy o ptácích, protože černobílé obrázky ptačí druhy jasně nerozlišovaly. Porter začal pracovat s novým barevným filmem Kodachrome, který byl představen v roce 1935, ale představoval značné technické výzvy, zejména pro zachycení rychle se pohybujících ptáků. Díky svému vzdělání v oboru chemického inženýrství a výzkumu Porter intenzivně experimentoval, dokud nebyl schopen vytvořit uspokojivé obrazy. Jeho fotografie ptáků byly vystaveny v roce 1943, a byla to vůbec první výstava barevných fotografií v Muzeu moderního umění v New Yorku. Jeho kniha American Birds: 10 Photography in Color byla vydána v roce 1953. Jeho samostatná výstava v Limelight Gallery, NYC., 21. března – 17. dubna 1955, byla ve skutečnosti retrospektivou této práce.
Dvacet let Porter sledoval projekt publikování fotografií přírody v kombinaci s citacemi z děl Henryho Davida Thoreaua. Teprve když byl představen výkonnému řediteli klubu Sierra, nenašel Porter ochotného vydavatele. Jeho kniha z roku 1962 In Wildness Is the Preservation of the World (V divočině je ochrana světa) představovala Porterovy barevné přírodní studie lesů Nové Anglie. Kniha se i přes vysokou cenu těšila značnému úspěchu, byla průkopníkem žánru knihy typu coffee-table book o přírodě a vedla k několika dalším Porterovým titulům v podobném formátu, který publikoval klub Sierra a další. To velmi zvýšilo Porterovu pověst. Jako ředitel klubu Sierra působil od roku 1965 do roku 1971. V roce 1971 byl zvolen členem Americké akademie umění a věd. V roce 1979 byla jeho práce vystavena v Intimate Landscapes, první výstavě barevné fotografie jednoho autora v Metropolitním muzeu umění v New Yorku. Tato výstava přinesla Porterovi chválu jako autora, který přinesl důvěryhodnost barevné fotografii jako prostředku výtvarného umění. Výběr obrazu definoval, co se nyní myslí pod pojmem „intimní krajina“: blízké, klidné kompozice přírodních prvků s tlumenými barvami a hustými texturami, meditativní a husté s vrstvenými významy, které byly charakteristickým znakem Porterovy práce s vyloučením rozsáhlejších a velkolepějších krajin.
Porter značně cestoval, aby fotografoval ekologicky důležitá a kulturně významná místa. Publikoval knihy fotografií z míst jako například: Glen Canyon v Utahu, Maine, Baja California, souostroví Galapágy, Antarktida, východní Afrika a Island. Mezi jeho kulturní studie patřilo Mexiko, Egypt, Čína, Československo a starověké Řecko. Jeho kniha o kaňonu Glen The Place No One Knew, zachytila vzhled kaňonu před jeho inundací u přehrady Lake Powell.
Kniha Jamese Gleicka Chaos: Making a New Science (Chaos: vznik nové vědy, 1987) způsobila, že Porter přehodnotil svou práci v kontextu teorie chaosu. Spolupracoval na projektu publikovaném v roce 1990 jako Nature's Chaos, který kombinoval jeho fotografie s Gleickovou novou esejí. Porter zemřel v Santa Fe v Novém Mexiku v roce 1990 a odkázal svůj osobní archiv Amon Carterovu muzeu amerického umění ve Fort Worth v Texasu.

## Osobní život
Eliotův bratr Fairfield Porter byl realistický malíř a umělecký kritik. Jeho švagr Michael W. Straus byl komisařem amerického úřadu pro rekultivaci. Eliot byl ženatý s Marianou Brown od roku 1927 až do jejich rozvodu v roce 1934. V roce 1936 se oženil s Aline Kilhamovou a oba se společně přestěhovali do Santa Fe v Novém Mexiku a od roku 1946 žili v Tesuque v Novém Mexiku.

### Publikace
- In Wildness Is the Preservation of the World, 1962.
- The Place No One Knew, Glen Canyon on the Colorado, 1963.
- Summer Island: Penobscot country, 1966.
- Antarctica, 1978.
- Intimate Landscapes, 1979.
- Southwest, 1985.
- Eliot Porter, 1987.
- Nature’s Chaos, 1990.
- Birds of North America A Personal Selection, 1972